# Black Tiger (rapero)
Black Tiger es el nombre artístico del vocalista de hip hop suizo Urs Baur, el primero en grabar rap en el dialecto alemán de Basilea. Sus rimas aparieron en el tema Murder by Dialect (1991), de P27 featuring Black Tiger. Después grabó un álbum con MC Rony y formó el grupo Skeltigeron con Skelt de P27 y MC Rony. Posteriormente se centró en su carrera como solista.

## Discografía

### Black Tiger y MC Rony
- Zwei in Aim (2000)

### Solista
- Solo (2003)

- Datos: Q117877